# Amorpha manitobae
Amorpha manitobae är en fjärilsart som beskrevs av Clark 1930. Amorpha manitobae ingår i släktet Amorpha och familjen svärmare. Inga underarter finns listade i Catalogue of Life.